# Christ lag in Todesbanden
Christ lag in Todesbanden o Christ lag in Todes Banden (in tedesco, "Cristo giaceva nei lacci della morte") BWV 4 è una cantata sacra di Johann Sebastian Bach.
Questa è la prima cantata di Bach scritta in occasione della Pasqua e la sua cantata corale più antica sopravvissuta. Era correlata alla sua domanda per un posto in una chiesa luterana a Mühlhausen. In seguito la eseguì due volte come Thomaskantor a Lipsia, a partire dal 1724, quando, per la prima volta in quel luogo, celebrò lì la Pasqua. Delle due versioni, solo la seconda versione, ossia questa, è sopravvissuta al tempo. È composta per quattro parti vocali e orchestra, con due componenti, un "coro" strumentale di cornetto e tre tromboni che raddoppiano le voci dei cantanti, e una sezione d'archi di due violini, due viole e basso continuo. Mentre questa partitura riflette le risorse a disposizione di Bach, era antiquata ed esemplifica uno stile di Choralkonzert (concerto corale) nello stile del XVII secolo.
Questa composizione è la prova dell'utilizzo magistrale del contrappunto da parte del giovane Bach, allora appena ventiduenne: John Eliot Gardiner, che ha diretto il Bach Cantata Pilgrimage nel 2000, definisce l'ambientazione musicale della cantata di Bach dell'inno luterano "un audace e innovativo pezzo di dramma musicale", osservando che Bach stava "attingendo alle radici musicali medievali (la melodia dell'inno deriva dal cantus planus dell'XI secolo Victimae paschali laudes)", e notando la "totale identificazione di Bach con lo spirito e le parole focose e drammatiche di Lutero".

## Storia

### Antefatti

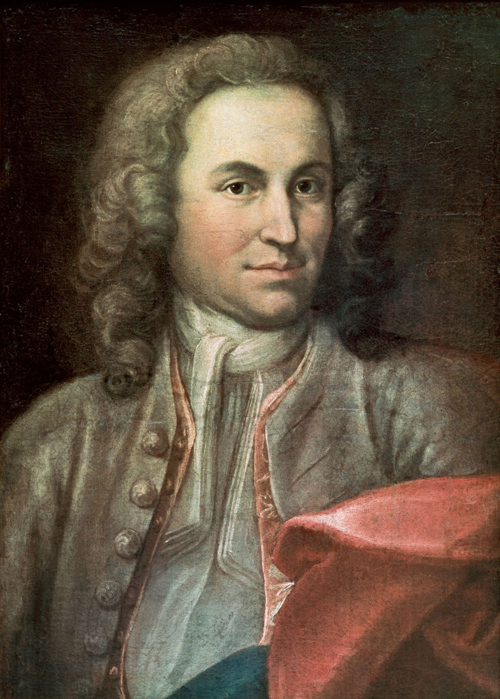
il ritratto più antico raffigurante Johann Sebastian Bach da giovane, dipinto nel 1715

Si ritiene che Bach abbia scritto questa cantata nel 1707. Egli era un organista professionista di appena 22 anni, impiegato dal 1703 ad Arnstadt come organista della Neue Kirche (che sostituì la Bonifatiuskirche rasa al suolo da un incendio, ed è oggi conosciuta come Chiesa di Bach). A 18 anni, aveva ispezionato il nuovo organo costruito da Johann Friedrich Wender, fu invitato a suonare una domenica e da lì fu assunto. L'organo fu costruito sul terzo livello di una chiesa simile a un teatro. I doveri di Bach come musico ecclesiastico comportavano una certa responsabilità per la musica corale, tuttavia l'anno esatto in cui iniziò a comporre cantate è sconosciuto. Christ lag in Todes Banden è una delle poche cantate sopravvissute dai suoi primi anni. Secondo il musicologo Martin Geck, molti dettagli della partitura riflettono la "pratica organistica".
Ad Arnstadt, il Kantor Heindorff era responsabile della musica sacra nella Chiesa superiore e nella Chiesa nuova, dove Bach era organista. Di solito dirigeva la musica nella Chiesa superiore e nominava un prefetto del coro per la musica vocale nella Chiesa nuova. Il musicologo Christoph Wolff nota che "sottoporre le sue opere alla discutibile guida di un prefetto" non era ciò che Bach avrebbe fatto. Pertanto, la maggior parte delle cantate del periodo non sono per le occasioni domenicali, ma limitate a occasioni speciali come matrimoni e funerali. Tuttavia questa cantata è l'unica eccezione, essa però è stata, molto probabilmente, composta non per Arnstadt ma funzionale ad una candidatura per un incarico più importante presso la Chiesa di Divi Blasii a Mühlhausen.

### Le prime Cantate di Bach
Le prime cantate di Bach sono dei Choralkonzerte (concerti corali) nello stile del XVII secolo, diversi dal formato recitativo e aria cantata associato a Neumeister che Bach iniziò a usare per le cantate in chiesa nel 1714. Wolff sottolinea la relazione delle prime cantate di Bach con le opere di Dieterich Buxtehude, con cui Bach aveva studiato a Lubecca. Christ lag in Todes Banden mostra somiglianze con una composizione di Johann Pachelbel basata sullo stesso corale pasquale. Sebbene non ci siano prove che Bach e Pachelbel si siano incontrati, Bach è cresciuto in Turingia mentre Pachelbel viveva nella stessa regione, e il fratello maggiore e insegnante di Bach Johann Christoph Bach ha studiato con Pachelbel a Erfurt. Un'altra opera di Pachelbel sembra essere citata nella prima cantata di Bach, Nach dir, Herr, verlanget mich (BWV 150), e di recente si è ipotizzato che Bach volesse rendere omaggio a Pachelbel dopo la sua morte nel 1706.
I testi delle prime cantate di Bach erano tratti principalmente da passaggi biblici e inni. I tratti caratteristici delle sue cantate successive, come recitativi e arie su poesie contemporanee, non erano ancora presenti, sebbene Bach possa averli ascoltati negli oratori di Buxtehude, o anche prima. Invece, queste prime cantate includono elementi del XVII secolo come mottetti e concerti corali. Spesso iniziano con una sinfonia o sonata strumentale (sonatina). La tabella seguente elenca le sette opere esistenti composte da Bach fino al 1708, quando si trasferì alla corte di Weimar.
| Datazione          | Occasione                                   | Numero di catalogo (BWV) | Titolo                                               | Testo tratto/composto da                                                                            |
| ------------------ | ------------------------------------------- | ------------------------ | ---------------------------------------------------- | --------------------------------------------------------------------------------------------------- |
| 1707?              |                                             | 150                      | Nach dir, Herr, verlanget mich                       | Salmo 25 e testo di anon.                                                                           |
| 1707?              | Pasqua                                      | 4                        | Christ lag in Todes Banden                           | Lutero                                                                                              |
| 1707?              |                                             | 131                      | Aus der Tiefen rufe ich, Herr, zu dir                | Salmo 130                                                                                           |
| 1º Gennaio 1708?   | Capodanno                                   | 143                      | Lobe den Herrn, meine Seele                          | Principalmente il Salmo 146, due strofe dell'inno di Jakob Ebert "Du Friedefürst, Herr Jesu Christ" |
| 4 Febbraio 1708    | Inaugurazione del nuovo consiglio cittadino | 71                       | Gott ist mein König                                  | Principalmente Salmo 74, con citazioni bibliche aggiunte                                            |
| 5 Giugno 1708?     | Matrimonio?                                 | 196                      | Der Herr denket an uns                               | Salmo 115:12–15                                                                                     |
| 16 Settembre 1708? | Funerale                                    | 106                      | Gottes Zeit ist die allerbeste Zeit (Actus tragicus) | Raccolta di sette citazioni bibliche, tre inni e poesia libera                                      |

Bach usa i tipi limitati di strumenti a sua disposizione per combinazioni insolite, come due flauti dolci e due viole da gamba nella cantata funebre Gottes Zeit ist die allerbeste Zeit, nota anche come Actus Tragicus. Utilizza il continuo in parti indipendenti, come un violoncello in Nach dir, Herr, verlanget mich e un fagotto in Der Herr denket an uns. La cantata per l'inaugurazione di un consiglio comunale è riccamente orchestrata per trombe, fiati e archi. Wolff nota:
Il grado complessivo di padronanza con cui questi primi pezzi si confrontano favorevolmente con le migliori composizioni ecclesiastiche del primo decennio del XVIII secolo [...] dimostra che il giovane Bach non si limitò a suonare l'organo e il clavicembalo, ma, animato dalla sua visita a Buxtehude, dedicò molto tempo e impegno alla composizione vocale. Le pochissime opere iniziali di questo tipo che esistono, ciascuna un capolavoro a sé stante, devono costituire solo un residuo [...] di un corpo più ampio di composizioni simili.
Lo studioso bachiano Richard D. P. Jones nota in The Creative Development of Johann Sebastian Bach:
Il suo notevole talento per l'illustrazione del testo è evidente anche nelle prime cantate, in particolare nelle due più belle, l'Actus Tragicus, BWV 106, e Christ Lag in Todes Banden, BWV 4. Sentiamo già una mente potente dietro le note nell'unità motivica delle prime cantate, nell'uso della ripresa per legare insieme le loro forme a mosaico.

### Letture sacre eVictimae Pascali Laudes
Martin Lutero scrisse diversi inni in tedesco da usare nei servizi religiosi. L'inno Christ lag in Todes Banden era basato musicalmente sulla melodia in latino Victimae Paschali Laudes, e venne pubblicato per la prima volta nel 1524. Divenne un inno pasquale principale nel luteranesimo tedesco: esso sottolinea la lotta tra la vita e la morte. La terza strofa si riferisce al "pungiglione della morte". La quinta strofa si riferisce all'Osterlamm, ossia l'agnello pasquale. Il "sangue" sacrificale ("Il suo sangue segna le nostre porte") si riferisce alla marcatura delle porte prima dell'esodo dall'Egitto. La strofa finale richiama la tradizione di cuocere e mangiare il pane pasquale, con il "vecchio lievito" che allude di nuovo all'esodo, in contrasto con la "Parola di grazia", concludendo "Cristo [...] solo nutrirebbe l'anima". In contrasto con la maggior parte delle cantate corali che Bach compose più tardi a Lipsia, il testo del corale è mantenuto invariato, cosa che fece di nuovo solo nelle tarde cantate corali.

### Esecuzioni
Christ lag in Todes Banden sopravvive in una versione degli anni 1720, quando Bach ricopriva la carica di Thomaskantor a Lipsia. Ci sono prove documentali che suggeriscono che questa cantata della domenica di Pasqua sia stata presentata per la prima volta nel 1707. È noto che Bach eseguì una cantata di sua composizione a Pasqua nello stesso anno come parte della sua candidatura per il posto di organista nella chiesa di Divi Blasii a Mühlhausen, e questa potrebbe essere stata proprio questa cantata.
A quel tempo, Bach stava già dimostrando ingegno nella musica per tastiera, come noto dalle prime opere nei corali Neumeister. Christ lag in Todes Banden è una pietra miliare significativa nella sua musica vocale: fu completata sette anni prima della sua sequenza di cantate di Weimar, iniziata nel 1714 con Himmelskönig, sei willkommen (BWV 182), e 17 anni prima che iniziasse il ciclo annuale completo di cantate corali a Lipsia a metà del 1724 con O Ewigkeit, du Donnerwort (BWV 20).
Bach sarebbe stato attratto da Mühlhausen per il suo status di libera città imperiale e per la tradizione della musica vocale nelle sue chiese. Wolff nota che Bach probabilmente inviò altre due partiture di cantate con la sua domanda, e una volta conosciuta la data dell'audizione potrebbe aver composto anche Christ lag in Todes Banden. Un mese dopo Pasqua, il 24 maggio 1707, fu raggiunto un accordo per assumere Bach, che sembra essere stato l'unico candidato preso seriamente in considerazione.
Bach eseguì di nuovo la cantata mentre era Thomaskantor a Lipsia, in particolare nella sua prima Pasqua lì il 9 aprile 1724. La eseguì anche l'anno seguente, il 1º aprile 1725, nel suo secondo ciclo di cantate di Lipsia, un ciclo di cantate corali basate su inni luterani. Seguì nel ciclo circa quaranta cantate di nuova composizione. Questa prima opera si adatta al ciclo nel senso che è basata su un corale, ma il suo stile è diverso dagli altri.

## Musica

### Orchestrazione
Bach strutturò la cantata in otto movimenti: una sinfonia strumentale e sette movimenti vocali corrispondenti alle strofe dell'inno. La durata media dell'esecuzione è di 21 minuti.

Il titolo delle parti originali della prima esecuzione di Lipsia è (nella grafia di Johann Christoph Altnickol):
Feria Paschatos / Christ lag in Todes Banden / a.4. Voc: / Cornetto / 3 Trombon. / 2 Violini / 2 Viole / con / Continuo / Di Sign. Joh.Seb.Bach
In questa tarda versione, Bach orchestra l'opera per quattro parti vocali e un ensemble strumentale barocco composto da archi, ottoni e basso continuo. Le parti di ottoni, un coro di cornetti (Ct) e tre tromboni (Tb) che suonano colla parte con le voci, potrebbero essere state aggiunte nel 1720. Potrebbero anche rappresentare la partitura originale, nello stile della tradizione policorale del XVII secolo.
- La partitura della cantata Christ lag in Todes Banden è stata descritta come "arcaica"[20] e il suo stile "medievale":[21]
- La sezione degli archi è composta da due parti di violino e due parti di viola; ciò indica una pratica più antica come ad esempio trovata nelle cantate ecclesiastiche del XVII secolo degli antenati di Bach, e in Jesus Christus ist um unsrer Missetat willen verwundet, un'ambientazione della Passione dell'inizio del XVIII secolo (o più antica) che Bach aveva eseguito alcuni anni dopo aver composto la cantata Christ lag in Todes Banden. Nella prima metà del XVIII secolo lo standard per una sezione di archi si evolse presto in due parti di violino, una parte di viola e basso continuo.
- Il cornetto usato nella cantata era uno strumento che apparteneva a un'epoca precedente: nel secondo quarto del XVIII secolo era quasi completamente scomparso dalle composizioni di Bach.
- Gli ottoni furono usati solo per la versione del 1° aprile 1725 dell'opera. Le altre esecuzioni (24 aprile 1707, 8 aprile 1708 e 9 aprile 1724) furono eseguite senza ottoni.
- La prima versione (1707 e 1708) si concludeva con le parole della strofa 7 del Corale, ma la musica era quella del Movimento 2 (Strofa 1 del Corale). Nel 1724 e 1725, Bach cambiò questa impostazione con l'attuale Corale a 4 voci. C'è relativamente poca distinzione tra le sezioni corali della cantata e le sezioni per solisti vocali;[21] un editore ha commentato che "l'intera cantata può essere cantata come coro".[22] Ciò è paragonabile alla demarcazione più netta tra movimenti corali e movimenti per solisti vocali nelle opere successive di Bach. Tuttavia, il numero di voci che il compositore intendeva per parte rimane in qualche modo controverso e le registrazioni dell'opera differiscono notevolmente nelle configurazioni utilizzate.
- L'armonia è spesso modale, invece del moderno sistema tonale,[21] come del resto richiamato dal'uso ripetuto del tema gregoriano di Victimae Paschali Laudes nei vari movimenti.

Nella seguente tabella dei movimenti, la partitura e le tonalità seguono la Neue Bach-Ausgabe. Le tonalità e le indicazioni di tempo sono tratte dal libro su tutte le cantate dello studioso bachiano Alfred Dürr, utilizzando il simbolo per il tempo comune (4/4) e alla breve (2/2). Il continuo non è realizzato.
| Verso   | Titolo                                     | Forma del movimento  | Voci                           | Ottoni               | Archi             | Tonalità  | Metro |
| ------- | ------------------------------------------ | -------------------- | ------------------------------ | -------------------- | ----------------- | --------- | ----- |
|         | Sinfonia                                   | Sinfonia orchestrale | tacet                          | tacet                | 2 Violini 2 Viole | Mi minore |       |
| Primo   | 1. Christ lag in Todes Banden 2. Halleluja | Coro                 | Soprano Contralto Tenore Basso | Un cornetto 3 tube   | 2 Violini 2 Viole | Mi minore | *     |
| Secondo | Den Tod niemand zwingen kunnt              | Duetto               | Soprano Contralto              | Un cornetto Una tuba |                   | Mi minore | *     |
| Terzo   | Jesus Christus, Gottes Sohn                | Aria                 | Tenore                         | tacet                | 2 Violini         | Mi minore |       |
| Quarto  | Es war ein wunderlicher Krieg              | Coro                 | Soprano Contralto Tenore Basso | Un cornetto 3 tube   |                   | Mi minore |       |
| Quinto  | Hier ist das rechte Osterlamm              | Aria                 | Basso                          | tacet                | 2 Violini 2 Viole | Mi minore |       |
| Sesto   | So feiern wir das hohe Fest                | Duetto               | Soprano Tenore                 | tacet                |                   | Mi minore |       |
| Settimo | Wir essen und leben wohl                   | Corale               | Soprano Contralto Tenore Basso | Un cornetto 3 tube   | 2 Violini 2 Viole | Mi minore |       |

### Struttura
A differenza delle successive cantate scritte da Bach, tutti i movimenti sono nella stessa tonalità. La cantata inizia con una sinfonia strumentale di sole quattordici battute. Le sette strofe sono trattate in sette movimenti come variazioni corali per omnes versus (per ogni strofa), con la melodia sempre presente come cantus firmus. Tutte le strofe terminano con la parola Halleluja.
La sequenza simmetrica delle sette strofe è una caratteristica che si trova più spesso nelle composizioni mature di Bach: coro – duetto – assolo – coro – assolo – duetto – coro. La musicologa Carol Traupman-Carr nota la varietà di trattamento delle sette strofe, pur mantenendo la stessa tonalità e melodia:
1. Sinfonia (strumentale);

1. Fantasia corale polifonica;
2. Duetto;
3. Sonata a tre;
4. Polifonica e imitativa, intrecciata attorno alla melodia corale;
5. Omofonia con una linea di basso continuo elaborata;
6. Duetto, che usa la trama della sonata a tre con ampia imitazione;
7. Corale (versione di Lipsia).

### Melodia (cantus firmus)
L'inno di Lutero si basa sull'inno pasquale del XII secolo Christ ist erstanden (Cristo è risorto), che si basa sia nel testo che nella melodia sulla sequenza per la Pasqua, Victimae paschali laudes. Una nuova versione fu pubblicata da Lutero nel 1524 e adattata da Johann Walter nel suo innario per coro di Wittenberg, Eyn geystlich Gesangk Buchleyn del 1524. Una versione leggermente modificata apparve nel 1533 in un innario di Kluge. Questa melodia corale sarebbe stata familiare alle congregazioni di Bach. Bach compose altri arrangiamenti durante la sua carriera, tra cui i due preludi corali e la Fantasia super Christ lag in Todes Banden, BWV 695. Le opere per organo di Bach e la versione nella cantata utilizzano le note di passaggio e gli schemi ritmici regolari della versione del 1533.

### Movimenti

#### Sinfonia
La cantata inizia con una sinfonia strumentale, un'opera nello stile di un'ouverture di un'opera veneziana contemporanea, con passaggi di accordi e polifonia occasionale. Introduce il primo verso della melodia. L'atmosfera è cupa, ricordando i "vincoli della morte" del primo verso dell'inno: la morte di Cristo sulla croce e la sepoltura.

#### Primo verso
La strofa di apertura, Christ lag in Todes Banden (Cristo giaceva nel sudario o Cristo giaceva nelle bende della morte) è trattata come una fantasia corale. Senza apertura strumentale, il movimento inizia con la prima nota del cantus firmus "victimae pascalis" cantata dal soprano, con tutte le altre parti che entrano subito dopo. La linea del contralto deriva dalla melodia corale, mentre le parti di viola rinforzano principalmente le voci interne di contralto e tenore. Le parti del violino sono indipendenti e, come nota Traupman-Carr, "attivano ulteriormente la trama con uno scambio praticamente continuo di frammenti di sedicesimi". La figura nei violini nota come suspiratio (sospiro) riflette "la sofferenza di Cristo nella morsa della morte".
L'Halleluja finale è più mosso, rinunciando dunque al formato fantasia per una fuga a quattro parti in stile mottettistico, con l'interità degli strumenti che raddoppiano le voci. Lo stile musicale del movimento richiama quello antico del XVI secolo, sebbene sia ancora inconfondibilmente quello di Bach.

#### Secondo verso
Il secondo movimento, Den Tod niemand zwingen kunnt ("Nessuno poteva sconfiggere la morte"), è un duetto di soprano e contralto, su un continuo ostinato. Il testo tratta di un'umanità indifesa e paralizzata mentre attende il giudizio di Dio contro il peccato. Bach fa quasi congelare la musica sulle prime parole den Tod (la morte), e la parola gefangen (imprigionato) è segnata da una netta dissonanza tra il soprano e il contralto. Nell'Halleluja, le voci si imitano a vicenda in lunghe note in rapida successione, creando una sequenza di sospensioni.

#### Terzo verso
La terza strofa, Jesus Christus, Gottes Sohn ("Gesù Cristo, Figlio di Dio"), è un trio per tenore solo, due violini obbligati e basso continuo. Il tenore canta in forma integrale il cantus firmus. I violini illustrano prima come Cristo colpisce il nemico. La musica si ferma completamente sulla parola "nichts" ("niente"). I violini presentano quindi in quattro note il contorno della croce, e infine il tenore canta un gioioso melismatico Halleluja con un virtuoso accompagnamento di violino. https://upload.wikimedia.org/score/2/s/2sinuc9laos4zw2a1zaa4nce9c6szdx/2sinuc9l.png

#### Quarto verso

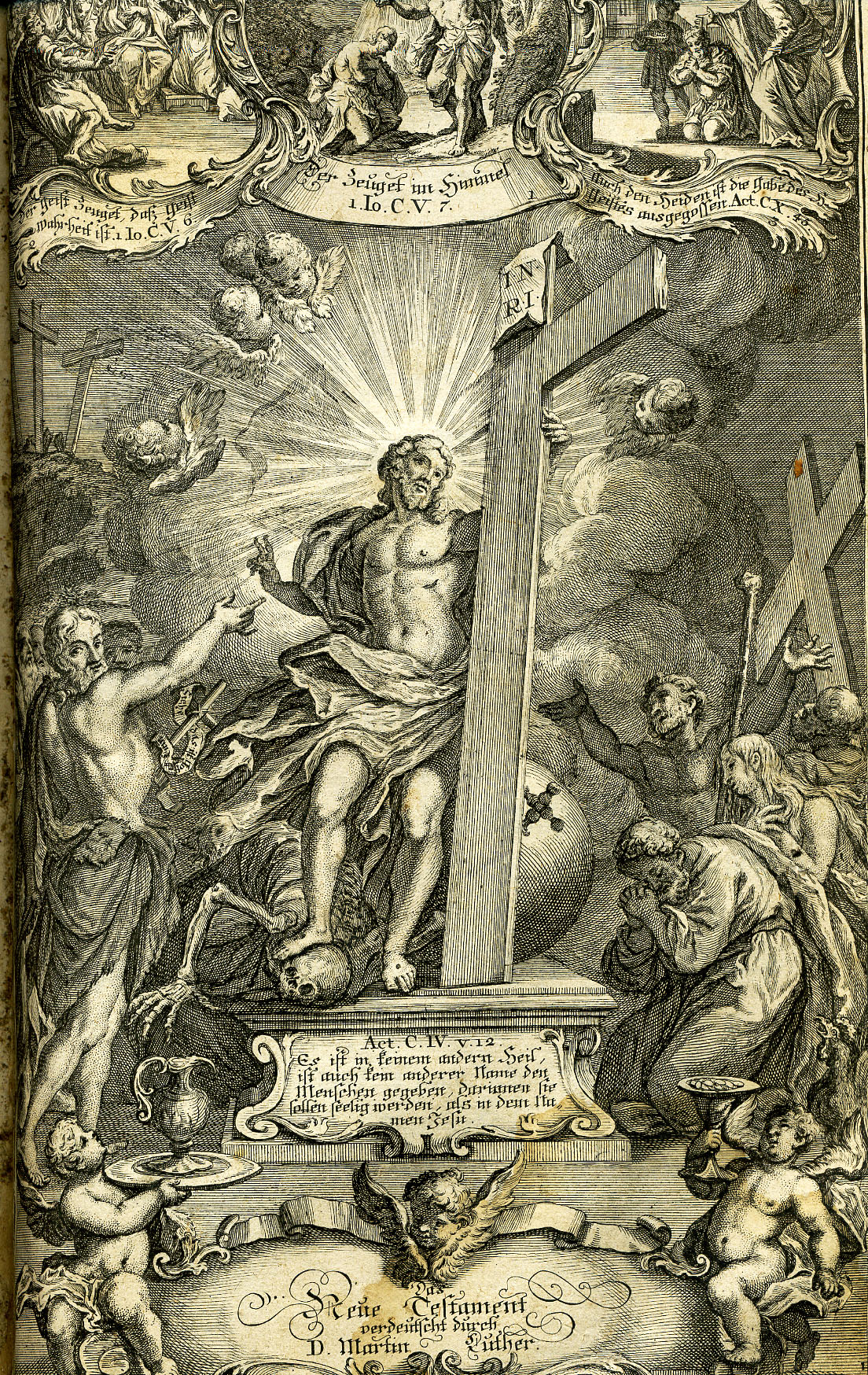
Frontespizio della sezione del Nuovo Testamento di una Bibbia luterana stampata nel 1769. Viene qui raffigurata la resurrezione di Gesù Cristo

Es war ein wunderlicher Krieg, da Tod und Leben rungen ("Ci fu una prodigiosa battaglia che oppose la morte alla vita"), è il centro della struttura simmetrica. È cantata dalle quattro voci, accompagnate solo dal continuo. Il contralto canta il cantus firmus, trasposto di una quinta in si dorico, mentre le altre voci si susseguono in uno stretto fugale con entrate distanti solo un battito l'una dall'altra fino a quando non cadono una alla volta. Nell'Halleluja finale in tutte e quattro le voci, il basso scende di quasi due ottave.

#### Quinto verso
La quinta strofa, Hier ist das rechte Osterlamm ("Ecco il vero agnello pasquale"), è cantata dal basso solo, accompagnato all'inizio da una linea cromatica discendente nel continuo che è stata paragonata al Crucifixus della Messa in si minore, ma che cambia in "un passaggio danzante di ottavi continui" quando entra la voce. Per ogni verso della strofa, il basso canta una melodia corale, quindi ripete le parole in contrappunto alla parte della melodia ripetuta negli archi, a volte trasposta. Taruskin descrive questo: "Con i suoi scambi antifonali tra il cantante e gli archi in massa [...] questa impostazione suona come una parodia di un'aria d'opera veneziana in stile passacaglia, annata 1640". Il basso canta l'ultimo vittorioso Halleluja, che si estende su due ottave.

#### Sesto verso
So feiern wir das hohe Fest ("Così celebriamo la grande festa"), è un duetto per soprano e tenore accompagnato solo dal continuo ostinato. Il corale è condiviso dalle voci, con il soprano che lo canta in mi minore, il tenore in si minore. Il movimento è una danza di gioia: la parola Wonne (gioia) è resa in una figurazione che Gardiner trova reminiscente di Purcell. Bach incorpora i ritmi solenni dell'ouverture francese in questo verso, riflettendo la presenza della parola "feiern" (celebrare) nel testo. Potrebbe essere la prima volta che Bach ha utilizzato questi ritmi.

#### Settimo verso
L'impostazione originale di Bach della strofa finale, Wir essen und leben wohl ("Mangiamo e saziamoci" o "Mangiamo e viviamo bene"), è andata perduta; essa potrebbe essere stata una ripetizione del primo movimento. A Lipsia, invece, ha fornito una semplice impostazione corale in quattro parti.